# Dash (tienda)
Dash fue una cadena de tiendas de ropa y accesorios fundada en 2006 por las hermanas Kim Kardashian, Kourtney Kardashian y Khloé Kardashian. La boutique tenía tres locaciones; Los Ángeles, Nueva York y Miami. En diciembre de 2016, se cerró la locación de la ciudad de Nueva York. En abril de 2018, las dos locaciones restantes cerraron y la empresa desapareció después de 11 años de funcionamiento.

## Tiendas

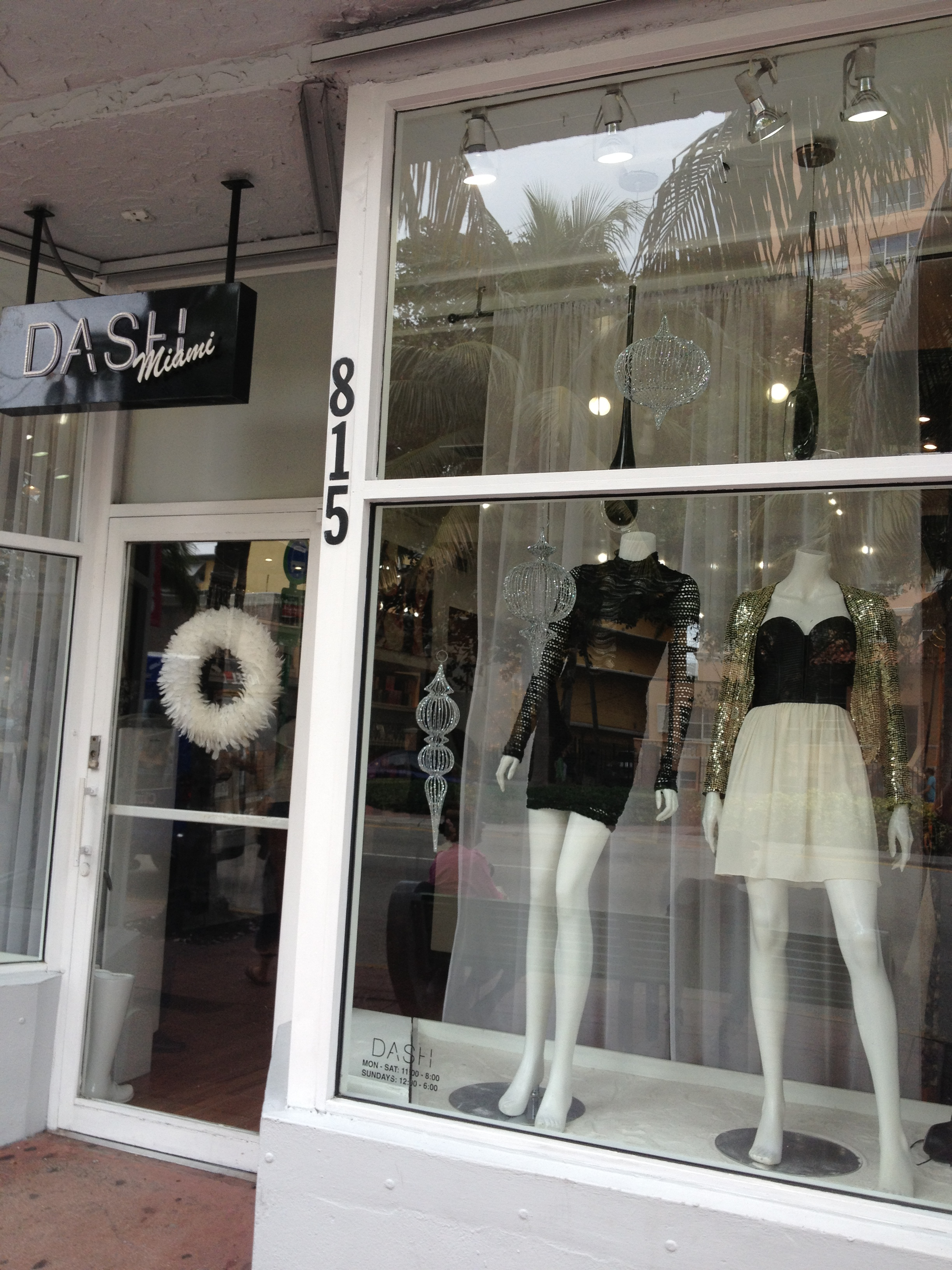
Tienda Dash en Miami Beach

La primera tienda Dash se abrió en Calabasas, California, en 2006. Posteriormente, la tienda original se trasladó a West Hollywood en 2012. Las tiendas minoristas han aparecido en el programa de telerrealidad sobre la familia Kardashian, Keeping Up with the Kardashians, que se estrenó en 2007 en la cadena de cable E!. Kim Kardashian ha revelado que inicialmente quería que Keeping Up with the Kardashians se centrara más en sus tiendas para llamar la atención de la gente y luego dijo que «no pensó que se convertiría en lo que se convirtió». La segunda tienda se abrió en Miami Beach, Florida, el 20 de mayo de 2009.
La tercera tienda se abrió el 3 de noviembre de 2010 en el barrio SoHo de Manhattan, Nueva York. En noviembre de 2010, TMZ informó que la tienda seguía generando un ingreso bruto promedio de 50.000 dólares cada día desde su fecha de apertura; el viernes negro la tienda recaudó más de 100.000 dólares. La tienda cerró en diciembre de 2016 debido al alto alquiler.
En el verano de 2014, las hermanas abrieron una tienda minorista temporal en Southampton, Nueva York, que apareció en Kourtney and Khloé Take The Hamptons, un programa derivado de Keeping up with the Kardashians.

## Cierre
En abril de 2018, Kardashian anunció el cierre de todas las tiendas Dash mediante un comunicado en su sitio web. Además, explicó el motivo del cierre afirmando que ella y sus hermanas han crecido individualmente y tienen sus propias marcas en las que centrarse, además de ser madres.

## Programa de televisión
El programa de televisión titulado Dash Dolls se estrenó en la cadena de cable E!, el 20 de septiembre de 2015. El programa de telerrealidad «sigue las vidas de los empleados de Dash de las hermanas Kardashian mientras navegan por la vida en Hollywood mientras representan la tienda Kardashian».